# 1085 в Україні

## Особи

### Померли
- Матвій Прозорливий (? — † бл. 1085 р., Київ) — святий, чернець Печерського монастиря, преподобний.

## Засновані, зведені
- Перша літописна згадка про Прилуки.
- Перша літописна згадка про Луцьк.